# Vương Trung (Tam Quốc)
Vương Trung (tiếng Trung: 王忠; bính âm: Wang Zhon; ? - 242), không rõ tên tự, là tướng lĩnh Tào Ngụy thời Tam Quốc trong lịch sử Trung Quốc.

## Cuộc đời
Vương Trung quê ở quận Phù Phong, Tư Lệ, thời trẻ là đình trưởng. Cuối thời Đông Hán, đất Tam Phụ gặp nhiều tai nạn, Vương Trung bởi vì đói khát mà ăn thịt người, dẫn hương đảng đi xuống phía nam, qua Vũ quan.
Vương Trung đến Kinh Châu, không muốn quy phụ quân phiệt Lâu Khuê, bèn dẫn hơn nghìn người đến quy thuận Tào Tháo, được phong làm Trung lang tướng. Năm 199, Lưu Bị đoạt lại Từ Châu, giết thứ sử Xa Trụ dưới quyền Tào Tháo. Tào Tháo sai Vương Trung cùng Lưu Đại đến đánh, bại trận.
Năm 213, Vương Trung giữ chức Dương Vũ tướng quân, tước Đô đình hầu, cùng các cận thần cùng ủng hộ Tào Tháo lên ngôi Ngụy công. Khi ấy Tào Phi đang giữ chức Ngũ quan trung lang tướng, cùng Vương Trung tùy tùng Tào Tháo ra ngoài. Phi sai nghệ sĩ lấy đầu lâu trong mộ ra treo lên ngựa của Trung, chế nhạo Trung từng ăn thịt người. Năm 220, Vương Trung lại cùng Hạ Hầu Đôn, Tào Nhân, Đặng Triển, Lưu Nhược, Tiên Vu Phụ và nhiều tướng lĩnh khác dâng thư ủng hộ Tào Phi xưng đế.
Năm 224, sủng thần Ngô Chất đến Lạc Dương, Tào Phi bày tiệc rượu, bắt các quan tham dự. Trong đó Thượng tướng quân Tào Chân to béo, Trung lĩnh quân Chu Thước gầy gò. Ngô Chất liền sai nghệ sĩ châm chọc hai người, khiến Tào Chân nổi giận. Theo Ngô Chất biệt truyện, Vương Trung khi ấy giữ chức Khinh xa tướng quân, cùng Phiêu kỵ tướng quân Tào Hồng lại mỉa mai Chân, khiến Chân càng thêm tức giận. Tuy nhiên Vương Xán truyện lại ghi ngược lại, rằng Tào Hồng, Vương Trung chỉ trích Ngô Chất vô lễ.
Năm 242, Khinh xa tướng quân, Đặc tiến Vương Trung chết.

## Trong văn hóa
Trong tiểu thuyết Tam quốc diễn nghĩa, Vương Trung xuất hiện ở hồi 22, cùng Lưu Đại thảo phạt Lưu Bị. Vương Trung đối đầu với Quan Vũ, thua trận bị bắt. Lưu Bị đối xử tử tế với Vương Trung, Lưu Đại, thả hai người về, hy vọng bọn họ nói tốt cho mình trước mặt Tào Tháo. Đến khi Vương Trung, Lưu Đại gặp được Tào Tháo, Tháo nổi giận, muốn xử tử cả hai, nhờ Khổng Dung khuyên bảo mới giữ lại mạng sống.